# عز الدين التنوخي
عزّ الدِّين علم الدِّين التَّنُوخي (1307ـ 1386 هـ/ 1889ـ 1966 م) علامة لغوي سوري، وكاتب صحفي قومي، وباحث شاعر، ورحَّالة وثوري. من الأعضاء المؤسسين للمجمع العلمي العربي بدمشق ونائب رئيسه، وأحد أعلام الأدب والعلم بسوريا في العصر الحديث.

مدرسة عز الدين التنوخي بدمشق

## النشأة
ولد عز الدِّين بن أمين شيخ السروجية المعروف بعزّ الدِّين بن علم الدِّين التَّنُوخي، بدمشق في عام 1307 هـ / 1889 م، لِعائلة كانت قد اتخذت من العراق سكناً منذ مئات السنين، ثم هاجر بعض أفرادها إلى الشام وأقاموا في سواحله وعلى جباله الشم يشتركون مع أهله في ردّ عادية الصليبيين عن الثغور الشامية، ولما انتهت الحروب الصليبية انتقل أبناء أسرته إلى لبنان وتكاثر نسلهم، وغلبوا على أرجاء واسعة من جبل لبنان، ثم انتقلوا من بعد إلى دمشق، فولد عزّ الدِّين فيها لأبٍ امتهن صناعة سروج الخيل، وكان متفوقاً بها فَسُمي شيخ السروجية.

## حياته العلمية
نشأ عزّ الدِّين في هذه البيئة والتحق بالمدرسة الابتدائية السباهية بدمشق لقراءة القرآن الكريم، ثم انتقل إلى المدرسة الرشدية الابتدائية والعالية، وتلقى فيها مباديء العلوم واللغات العربية والتركية والفارسية والفرنسية، وقبل أن يتم تحصيله هاجر أبوه إلى يافا في فلسطين للتجارة حيثُ فيها أتم عز الدين تحصيله الإعدادي بعد أن انتسب بمدرسة الفرير الفرنسية فحصّل من العلم ما قدّر له تحصيله، ثم بعث به أبوه إلى مصر للالتحاق بالأزهر فغادر يافا متوجهاً إلى القاهرة، والتحق بالجامع الأزهر كعبة العلم في ذاك الزمن فطلب العلم فيه ومكث عز الدين في مصر نحواً من خمس سنين، ثم عاد إلى دمشق لينتقل منها إلى فرنسا حيثُ في سنة 1910 م اختارته جمعية أهلية لمتابعة تحصيله العالي في إحدى مدارسها فسافر إلى فرنسا في عداد البعثة العلمية الأولى بعد أن مارس الوعظ والإرشاد بجامع بني أمية الكبير بعض الوقت، ومكث بفرنسا ثلاث سنوات حصل فيها على شهادة المدرسة الزارعية في مدينة أوريزون وعلى شهادة في تطعيم الأشجار، وحين عاد من فرنسا عيّن معلماً للزراعة في مركز بيروت الزراعي وانتسب في تلك الفترة إلى منظمة المنتدى الأدبي وهي جمعية تهدف وتدعو إلى نهضة عربية.

## الثورة العربية الكبرى
عِندما نشبت الحرب العالمية الأولى في سنة 1914 م دُعي إلى الخدمة العسكرية المقصورة في الجيش العثماني، فَدخل مدرسة الضباط الاحتياط في دمشق ثُم ألحق مع رفاقه بالجيش التركي العامل تشتيتاً لهم، ثم أُلقي القبض على عدد من زملائه فَفَر مع فئة من زملائه لِحلب وسار شرقاً فوصل العراق سالماً، أما رفاقه الآخرون فَساروا بطريق الحجاز وألقى الأتراك القبض عليهم ونفذ فيهم حكم الإعدام. وما لبث أن غادر عز الدين العراق إلى الحجاز للالتحاق بالثورة العربية الكبرى التي كان الملك حسين بن علي قد أضرمها في حزيران سنة 1916 م، وفي مكة عُيِّن رئيساً للمُرافقين ووزيراً للزراعة في حكومة حسين الأول.

## ما بَعد الثورة
ثم بعد نجاح الثورة العربية الكبرى عاد إلى دمشق مع الجيش العربي الذي دخلها بقيادة الأمير فيصل، فعُيِّن في لجنة الترجمة والتأليف التي تحولت بعد ذلك إلى مجلس للمعارف، ثم إلى ما أصبح يُعرف بـِالمجمع العلمي العربي بدمشق بمبادرة من مؤسسه ورئيسه الأول محمد كرد علي, فكان التَّنوخي في عداد أعضائه الأوائل، وبعد احتلال الفرنسيين مدينة دمشق، هاجر إلى العراق في عام 1923 فتولى التدريس في مدارسها الثانوية، ثم نقل إلى دار المعلمين الأولية، ثم إلى دار المُعلمين العالية بِبغداد حيث عين أستاذاً للأدب العربي، وأصدر بمساعدة المفكر القومي ساطع الحصري مجلة التربية والتعليم، كما كلف بتأليف بعض الكتب المدرسية، وكان عضوًا مراسلاً للمجمع العلمي، كما أسهم في تأسيس المجمع العلمي العراقي, ثم في العام 1928 عاد إلى دمشق فإنتُخِب أميناً لسرّ المجمع العلمي العربي، فنائباً لرئيسه على فترات متباعدة بعد وفاة سلفه الشيخ عبد القادر المغربي وبقي في المنصب حتى وفاته عام 1966، فمُدرساً للأدب العربي في بعض المدارس الثانوية، وتولى إدارة المعارف في مُحافظة السويداء بسوريا عام 1943، ثم أصبح مُفتشاً بوزارة المعارف عام 1947 وعضواً في لجنة التربية والتعليم. وحين أُسِّست كلية الآداب بجامعة دمشق في عام 1948 انتُدب لتدريس علوم العربية فيها وأصبح أستاذاً ودرس فيها علوم البلاغة وفي العام 1953 أحيل للتقاعد لبلوغه السن القانونية فتفرغ للعمل المجمعي، وشارك في تأسيس الرابطة الأدبية في مطلع شبابه وأشرف على إصدار مجلتها، وانتخب عضوًا في لجنة المطبوعات ومجلة المجمع عام 1957، وشارك باسم المجمع في تأبين أمير الشعراء أحمد شوقي بالقاهرة عام 1932.

## آثاره
كتب كثيراً من الكُتُب والمقالات والأبحاث والقصائد في المجالات العلمية واللغوية والأدبية، وألف مجموعة من المؤلفات بلغ عددها أكثر من عشرين مؤلفاً ونشرها في مجلة المجمع العلمي العربي بدمشق وفي عدد من المجلات المتخصصة التي كانت تصدر في القاهرة وبغداد ودمشق مِنها:
- الرحلة التنوخية وهو كِتاب يتكلم فيه عز الدين عن إحدى رحلاته من الزرقاء إلى القريات.
- الفتح المُبين في شرح عينية الرئيس ابن سينا.
- دروس في صناعة الإنشاء.
- إحياء العَروض.
- مبادئ الفيزياء.
- قلب الطفل.
- المُثنى.
- وصف المطر والسحاب – تحقيق وشرح كتاب أبن دريد.
- مقدمة في النحو – تحقيق وشرح كتاب خلف الأحمر.
- تحقيق ديوان السلطان سليمان بن سليمان النبهاني.
- الإيضاح.
- المعجم الكندي العسكري.
- الإبدال.

وقد شارك في وضع المعجم العسكري، وفي ترجمة المعجم الكندي العسكري، وفي مراجعة معجم المصطلحات الأثرية، كما له مقالات نشرت في مجلة مجمع اللغة العربية بدمشق، ومقالات نشرت في مجلة الرسالة (المصرية) مِنها:
- 
- 

وحقّق عدداً من نفائس كتب التراث مِثل:
- المنتقى من أخبار الأصمعي.
- تكملة إصلاح ما تغلط به العامة.
- بحر العوّام فيما أصاب به العوامّ.
- الإبدال والمعاقبة والنظائر.
- الإتباع.

### قصائده
بعض شِعره كان غنائياً، وله قصائد وصفية، وإصلاحية، وإخوانية، ورثائية من أشهرها مَرْثِيَتُه للعقيد عدنان المالكي، تتجلى في جميعها آثار ثقافته التراثية، وعنايته باللغة، واستلهامه صور الشعر العربي القديم وله قصائد نشرت في كتاب: «الرحلة التنوخية» مِنها:
- «أكابرنا».
- «يا أسفًا على عدنان».
- «يشكو الحضارة».

وله قصائد نشرت في مجلة «الرسالة» المصرية الشهيرة لصاحبها أحمد حسن الزيات مِنها:
- صوت دمشق.
- شد الرحال إلى الجبال.
- يا صبايا.

وله قصائد ترجمها شعرًا ونشرت في مجلة الرسالة أيضَاً منها:
- «الزهرية المصدوعة».
- «وإذا أتى يومًا».

وكان عازمًا قبل وفاته على أن يُحققَ عددًا من نفائس كتب التراث العربي الإسلامي منها كتاب «معاني الشعر» للأشنانداني، وكتاب «الدلائل في غريب الحديث» للسرقسطي.

## صفاته
قال عنه أحد الكُتاب المُعاصرين له: 
كان رضيَّ النّفس، كريم الخُلق، جمّ التواضع، عفيف اللِّسان، متمسكاً بدينه، معتزاً بقوميته، مُجاهداً في سبيل أمته بسيفه وقلمه، وكان وافر النشاط يعمل في كل اتجاه يخدم الأهداف التي نذر نفسه لها، وكانت حياته مِثالاً للعصامية والنشاط والانقطاع إلى التأليف والبحث والتحقيق في جوانب مختلفة من الثقافة العربية الإسلامية.

## وفاته
توفي بدمشق فجر يوم الجمعة 5 ربيع الأول 1386هـ الموافق 24 يونيو (حَزِيران) 1966م، عن سبع وسبعين سنة، ليكون آخر أعضاء المجمع المؤسسين وفاة، وصُلي عليه بعد صلاة العصر في جامع السنانية، ودُفن في مقبرة الباب الصغير. 
ولمكانته العلمية، وتخليدًا لذِكراه، أطلقت وِزارةُ التربية والتعليم السورية اسمه على إحدى مدارس دمشق، في حي المِزَّة.